# Gran Premio de Finlandia de Motociclismo de 2022
El Gran Premio de Finlandia de Motociclismo de 2022 (oficialmente Grand Prix of Finland) sería la duodécima prueba del Campeonato del Mundo de Motociclismo de 2022. Originalmente tendría lugar en el fin de semana del 8 al 10 de julio de 2022 en el Kymi Ring en Kausala (Finlandia). El 25 de mayo de 2022 fue anunciada la cancelación del evento.

## Cancelación
El 25 de mayo de 2022, Dorna, IRTA y FIM anunciaron la cancelación del Gran Premio de Finlandia de Motociclismo de 2022. El evento fue cancelado debido a que el circuito no cumple con los requerimientos impuestos. Se prevé que el Gran Premio se posponga para el verano de 2023.